# Panicum deustum
Panicum deustum är en gräsart som beskrevs av Carl Peter Thunberg. Panicum deustum ingår i släktet vipphirser, och familjen gräs. Inga underarter finns listade i Catalogue of Life.